# Zespół Szkół nr 3 w Ostrowcu Świętokrzyskim
Zespół Szkół nr 3 w Ostrowcu Świętokrzyskim im. Hutników Ostrowieckich – publiczna szkoła średnia w Ostrowcu Świętokrzyskim, założona na początku lat 20. XX wieku. Przez wiele lat nosząca nazwę Technikum Hutniczo-Mechanicznego (THM). Szkoła kilkukrotnie zajmowała pierwsze miejsce w województwie świętokrzyskim w rankingu najlepszych techników.

## Historia
- 1921 – strajkujący robotnicy Zakładów Ostrowieckich domagali się stworzenia kursów rzemieślniczych dla młodych i starszych pracowników w celu uzupełnienia kwalifikacji zawodowych. Ich postulaty zostały spełnione w formie zorganizowania Kursów Technicznych
- 1922 – przy Kole Techników Zakładów Ostrowieckich powstały kursy dokształcające dla rzemieślników i robotników
- 1926 – kursy dokształcające przekształcają się następnie w Szkołę Rzemieślniczo-Przemysłową Zakładów Ostrowieckich
- 1939 – wybuch II wojny światowej na krótko przerywa działalność szkoły. Kierownik Józef Kwiatkowski wznawia naukę już 10 października 1939 roku
- 1940 – w czasie okupacji w latach 1940-44 szkoła istniała pod nazwą Prywatna Szkoła Rzemieślnicza Zakładów Ostrowieckich
- 1944 – w lipcu szkoła zostaje zamknięta. Uciekający Niemcy niszczą warsztaty szkolne
- 1945 – 12 lutego rozpoczyna działalność Trzyletnie Gimnazjum Mechaniczne Zakładów Ostrowieckich. 10 października następuje zmiana nazwy na Szkołę Państwową Huty Ostrowiec w Ostrowcu
- 1947 – 1 lipca nadano szkole nazwę Gimnazjum Przemysłowe Huty Ostrowiec w Ostrowcu Kieleckim. W skład szkoły wchodziły trzy jednostki: Szkoła Przemysłowa,  skupiająca młodzież pracującą w hucie, Gimnazjum Przemysłowe, kształcące w dwóch kierunkach: odlewniczym i ślusarsko-mechanicznym, Liceum Przemysłowe, będące protoplastą Technikum Hutniczo-Mechanicznego
- 1948 – 22 lipca został wmurowany akt erekcyjny nowego budynku średniej szkoły technicznej. Sześć miesięcy później główny budynek szkoły stał gotowy. W ciągu zimy i lata 1950 wykonane zostały wszystkie prace przygotowujące budynek na przyjęcie uczniów. Zaczęły się prace przy budowie auli, której budowę zakończono we wrześniu 1951 roku i warsztatów, które oddano do użytku rok później
- 1949 – 1 września zostaje otwarte pierwsze w Polsce Liceum dla Dorosłych z dwuletnim cyklem nauczania
- 1950 – 1 września rozpoczyna działalność Ośrodek Szkolenia Zawodowego Huty Ostrowiec, w którego skład wchodzą Szkoła Przemysłowa, Gimnazjum Przemysłowe, Liceum dla Dorosłych i Technikum Hutniczo-Mechaniczne
- 1951 – od 1 września zaczynają funkcjonować dwie oddzielne szkoły, Zasadnicza Szkoła Hutnicza i Technikum Hutniczo-Mechaniczne z wydziałem dla pracujących
- 1957 – 1 września, w związku z przejęciem szkół od Ministerstwa Hutnictwa przez Ministerstwo Oświaty, szkoły zmieniają nazwy na Zasadniczą Szkołę Metalową i Technikum Hutniczo-Mechaniczne
- 1960 – wydłużono naukę w technikum do pięciu lat
- 1968 – THM otrzymuje imię Jana Krasickiego
- 1974 – oddano do użytku budynek Zasadniczej Szkoły Zawodowej Hutniczej przy ul. Sandomierskiej 26
- 1975 – technikum otrzymało Medal Komisji Edukacji Narodowej
- 1980 – szkoła otrzymuje medal za olimpiady matematyczno-fizyczne od Ministerstwa Oświaty i Wychowania
- 1982 – THM otrzymuje tytuł Laureata XV-lecia Turnieju Młodych Mistrzów Techniki
- 1984 – prace dyplomowe czterech uczniów klasy V Mu zostały wysłane na Światową Wystawę Wynalazków Młodzieży w Tokio
- 1986 – w szkole powstaje pierwsza pracownia komputerowa
- 1995 – zostaje powołane Liceum Techniczne
- 2000 – w ramach Zespołu Szkół Hutniczych otwarto V Liceum Ogólnokształcące w Ostrowcu Świętokrzyskim o profilu przysposobienie wojskowe.
- 2001 – budynek szkoły ucierpiał w wyniku powodzi, która nawiedziła południowe dzielnice Ostrowca
- 2002 – następuje zmiana nazwy na Zespół Szkół nr 3
- 2005 – uruchomienie praktyk zagranicznych w ramach programu Leonardo da Vinci.
- 2011 – szkoła zajęła pierwsze miejsce w woj. świętokrzyskim w Rankingu Techników „Perspektyw” i „Rzeczpospolitej”. Wynik ten powtórzyła w latach 2012, 2013 i 2014
- 2012 – obchody 90-lecia szkoły
- 2015 – szkołę wyróżniono odznaką „Za zasługi dla rozwoju gospodarki Rzeczypospolitej Polskiej” w ramach podsumowania programu „Rok Szkoły Zawodowców”.
- 2016 – Technikum nr 3 otrzymało odznakę „Złota Szkoła 2016”
- 2017 – jubileusz 95-lecia szkoły
- 2018 – Technikum nr 3 otrzymało odznakę „Złota Szkoła 2018” (najlepsze technikum  w województwie świętokrzyskim)
- 2019 – Technikum nr 3 otrzymało odznakę „Złota Szkoła 2019” i zanotowało awans o 32 miejsca w Ogólnopolskim Rankingu Techników „Perspektywy 2019”

## Dyrektorzy
- Józef Kwiatkowski (1922–1940)
- Stanisław Rejowicz (1940–1945)
- Zygmunt Piotrowski (1945)
- Leon Chrzanowski (1945–1973)
- Henryk Ejankowski (1973–1975)
- Sławomir Kopański (1975–1996)
- Roman Kita (1996–2003)
- Czesław Golis (2003–2019)
- Tomasz Łodej (od 2019)

## Oddziały i kierunki kształcenia
Źródło: oficjalna strona Zespołu Szkół nr 3
- Technik informatyk
- Technik elektronik
- Technik mechatronik
- Technik logistyk
- Technik urządzeń i systemów energetyki odnawialnej

## Znani absolwenci
- Zbigniew Galec – generał dywizji Wojska Polskiego
- Jerzy Jabłoński – polski związkowiec, działacz opozycji w PRL
- Mariusz Jop – piłkarz, reprezentant Polski
- Zdzisław Kałamaga – polski polityk, prezydent Ostrowca Świętokrzyskiego, poseł na Sejm III i IV kadencji
- Mirosław Karbowniczek – polski profesor metalurgii, prorektor Akademii Górniczo-Hutniczej
- Jacek Kasprzyk – polski działacz sportowy, prezes Polskiego Związku Piłki Siatkowej
- Dariusz Loranty – polski policjant, czołowy negocjator policyjny, pisarz, publicysta, komentator medialny, nauczyciel akademicki
- Lech Majewski – generał broni pilot Wojska Polskiego w stanie spoczynku, Dowódca Generalny Rodzajów Sił Zbrojnych
- Krzysztof Orłowski – pułkownik Wojska Polskiego, wykładowca Wojskowej Akademii Technicznej
- Dariusz Pietrasiak – piłkarz, reprezentant Polski
- Andrzej Pietrzyk – generał dywizji Wojska Polskiego w stanie spoczynku, analityk wojskowy, nauczyciel akademicki
- Piotr Tworzewski – polski matematyk, profesor nauk matematycznych, profesor zwyczajny Uniwersytetu Jagiellońskiego